# Madiel Lara
Madiel Lara (Santo Domingo, República Dominicana, 12 de abril de 1991) es productor y cantante evangélico de música urbana. Su debut oficial como artista se produjo en 2014 con su álbum Antivirus, habiendo trabajado como productor para artistas de su país. Ha sido nominado en diversas ocasiones en los Premios El Galardón.
Es uno de los primeros artistas del ámbito cristiano en utilizar el trap latino como influencia musical, participando en producciones con ese estilo como Trapstornadores de Redimi2, y produciendo para artistas estadounidenses como Gawvi.

## Carrera musical
Madiel inició su labor de producción a mediados de 2005. Junto a su hermano Misael Lara y otros jóvenes de la Iglesia Ministerios Río de Vida deciden crear en el 2006 el grupo JC Force incursionando en el género urbano (Hip Hop).
En 2014, lanzó su álbum debut como solista, Antivirus, el cual produjo en su totalidad, y contó con la participación de su hermano Misael Lara; Rubinsky RBK y From The Womb. Su estrategia fue compartirlo gratis en las páginas web de República Dominicana. Este álbum estuvo nominado en los Premios El Galardón de 2016 como "Mejor álbum urbano". Ganaría la categoría "Productor urbano del año".
Madiel trabajó posteriormente álbumes de otros artistas como Sarah La Profeta, Rubinsky RBK, Aposento Alto, incluso, extendió su alcance al trabajar para artistas de habla inglesa como Ada Betsabé y Gawvi.
En 2018, Redimi2 anunciaba en sus redes sociales a los participantes de su álbum Trapstornadores y las canciones que lo contenían. En este álbum, Madiel produjo varias canciones, entre ellas, el sencillo «Trapstorno» de Redimi2, Natan el Profeta, El Phillipe y Rubinsky RBK, una de las canciones cristianas más escuchadas de ese año. Luego de esto, anunció su segundo álbum titulado Values. Los sencillos fueron «Dios nunca falla», y «Antivirus Mashup». Este álbum sería nominado igualmente a "Mejor álbum urbano" en Premios El Galardón 2019. Nuevamente, ganaría la categoría "Productor urbano del año".
En 2019, participó en el evento Bogotá Gospel de ese año. Las colaboraciones cada vez se diversificarían, esta vez, Funky, Indiomar, Álex Campos y su álbum urbano Soldados, nuevamente Gawvi para su álbum Noche juvenil, y el sencillo de Redimi2, «Bacha Drill». A finales de 2021, lanzó su tercer álbum titulado ON, con los sencillos «Nadie» junto a Arias.
En 2023, lanzaría su álbum Infinito, recibiendo gran viralidad por su sencillo en dembow dominicano titulado «BAJALE».

## Discografía
- 2014: Antivirus
- 2018: Values
- 2021: ON
- 2023: Infinito
- 2024: Dios es el que sabe

## Créditos de producción
- 2014: El Movimiento - From The Womb
- 2015: Sigo de pie - Jansel La Profecía
- 2016: Almas - Aposento Alto
- 2018: Trapstornadores - Redimi2
- 2020: 20/20 - Redimi2
- 2020: Soldados - Álex Campos
- 2021: Noche juvenil - Gawvi
- 2021: Momentum - Redimi2
- 2024: Cvrbon Vrmor - Farruko

## Premios y reconocimientos
- Premios El Galardón 2016: "Mejor álbum urbano" por Antivirus (Nominado)
- Premios El Galardón 2017: "Productor urbano"  (Ganador)
- Premios El Galardón 2019: "Mejor álbum urbano" por Values (Nominado)
- Premios El Galardón 2019: "Productor urbano"  (Ganador)
- Premios Dove 2020: "Álbum en español del año" por Soldados de Alex Campos (Como productor del álbum) (Nominado)
- Premios Grammy Latinos 2020: "Álbum cristiano en español" por Soldados de Alex Campos (Como productor del álbum)  (Ganador)
- Premios Arpa 2021: "Mejor track urbano" por «Tiene dueño» (Nominado)